# Rhetinantha acuminata
Rhetinantha acuminata är en orkidéart som först beskrevs av John Lindley, och fick sitt nu gällande namn av Mario Alberto Blanco. Rhetinantha acuminata ingår i släktet Rhetinantha och familjen orkidéer. Inga underarter finns listade i Catalogue of Life.